# Magistralni put 14
Die Magistralni put 14 ist eine Bundesstraße in Serbien. Sie beginnt in Pančevo und führt in südlicher Richtung über Kovin und die Donau bis nach Radinac, wo sie in die Autoput A1 und die Magistralni put 33 mündet.